# Santa Maria Maggiore, Bergamo
Santa Maria Maggiore är en romersk-katolsk kyrka i Bergamo i regionen Lombardiet i norra Italien. Kyrkan uppfördes år 1137 enligt en inskription på den södra portalen vars historicitet är tveksam. Dess exteriör är i romansk stil, medan interiören i huvudsak är i barockstil vilket visar på att kyrkan byggts på under flera sekler. Namnet ("maggiore" betyder större) kan härledas till att det stod en tidigare kyrka på samma plats, troligen byggd på 700-talet, som till storleken varit mindre och som också var helgad åt Jungfru Maria. 
Kyrkan är belägen i Bergamos övre stad (Città Alta) invid Piazza Duomo där även Bergamos katedral, Colleoni-kapellet och ett åttkantigt baptisterium är belägna. Den är en mindre basilika, vilket avser dess rättsliga status och inte dess arkitektoniska utformning (jämför basilika). Till formen är den en treskeppig korskyrka med tre absider, en vid koret och två vid tvärskeppet, och fyra ingångar med portaler.  
Den byggdes som dopkyrka till den intilliggande katedralen och styrdes från början av biskopen och domkapitlet. Högaltaret invigdes 1185 och 1187 färdigställdes presbyteriet och tvärskeppsflyglarna. På grund av ekonomiska problem avstannade arbetet under 1200–talet. 
Omkring 1340 uppfördes ett åttkantigt baptisterium (dopkapell) inuti kyrkan efter ritningar av Giovanni da Campione(it) (sedan år 1889 är det placerat utanför kyrkan på Piazza Duomo). Huvudingång från Piazza Duomo, Porta dei Leoni rossi (Röda lejonens port), uppfördes 1353 av Giovanni da Campione. Klocktornet byggdes från 1436, och 1481–1491 tillkom en ny sakristia efter att den gamla hade förstörts av Bartolomeo Colleoni när han uppförde sitt mausoleum, Colleoni-kapellet. År 1521 färdigställde Pietro Isabello(it) den sydvästra portalen, även känd som Porta della Fontana. Byggnaden restaurerades och modifierades på 1600-talet i barockstil.
På grund av spänningarna mellan de regionala stormakterna Venedig (som styrde Bergamo sedan 1428) och Milano (som utnämnde Bergamos biskopar) fråntogs biskopen av Bergamo 1449 kontrollen över Santa Maria Maggiore. År 1453 bekräftade påve Nicolaus V beslutet och bestämde att kyrkan skulle befrias från biskoplig jurisdiktion och direkt underordnas påven. Kyrkans förvaltning överläts till Consorzio della Misericordia Maggiore(it), ett sällskap i Bergamo som arbetade med sociala och kulturella frågor. 
Under den nya förvaltningens beskydd formades kyrkan till en unik institution vad gäller såväl påkostad dekoration som socialt arbete och utbildning. Särskilt framgångsrik blev den musikaliska utbildningen i och med inrättandet av Cappella Musicale. År 1802 utnämndes den tyske operakompositören Johann Simon Mayr till kapellmästare, och 1805 grundade han det konservatorium som senare blev Conservatorio Gaetano Donozetti(en), uppkallat efter Mayrs mest kända elev Gaetano Donizetti. Mayrs och Donizettis gravmonument är placerade sida vid sida i Santa Maria Maggiore.
Bland kyrkans otaliga konstverk märks de 33 intarsiapanelerna som omger högaltaret. De innehåller gammaltestamentliga motiv, formgavs av Lorenzo Lotto och utfördes av Giovan Francesco Capoferri(en) under åren 1524–1532. I långhusets bakre del, på motsatt sida från koret, hänger Luca Giordanos stora målning Röda havets delning från 1681.  

## Colleoni-kapellet
Colleoni-kapellet uppfördes 1470–1476 efter ritningar av Giovanni Antonio Amadeo och bekostades av Bartolomeo Colleoni, en kondottiär från Bergamo. Kapellet är en påbyggnad på kyrkan invid dess norra vägg mot Piazza Duomo. Colleoni hade tillräckligt med medel och inflytande för att göra stora ingrepp i kyrkan och ändra dess utseende. Mausoleet är ett arkitektoniskt mästerverk och överdådigt utsmyckad, bland annat med fresker av Giovanni Battista Tiepolo från 1732–1733. Förutom han egen grav är även hans dotter Medea som dog vid 15 års ålder begraven i kapellet. Båda sarkofagerna utfördes av Amadeo.

## Bildgalleri

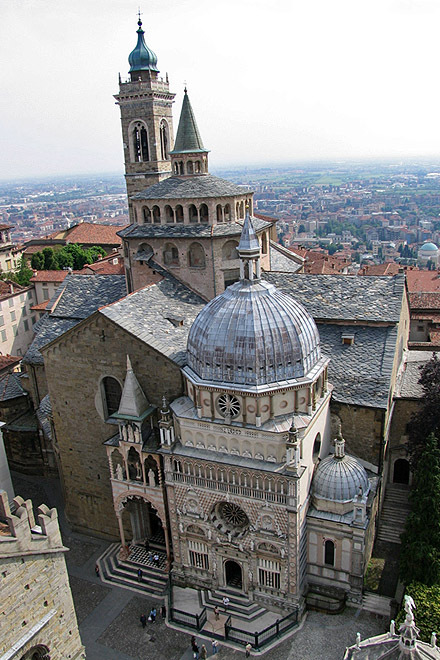
Kyrkans norra vägg med den påbyggda Colleoni-kapellet i förgrunden.
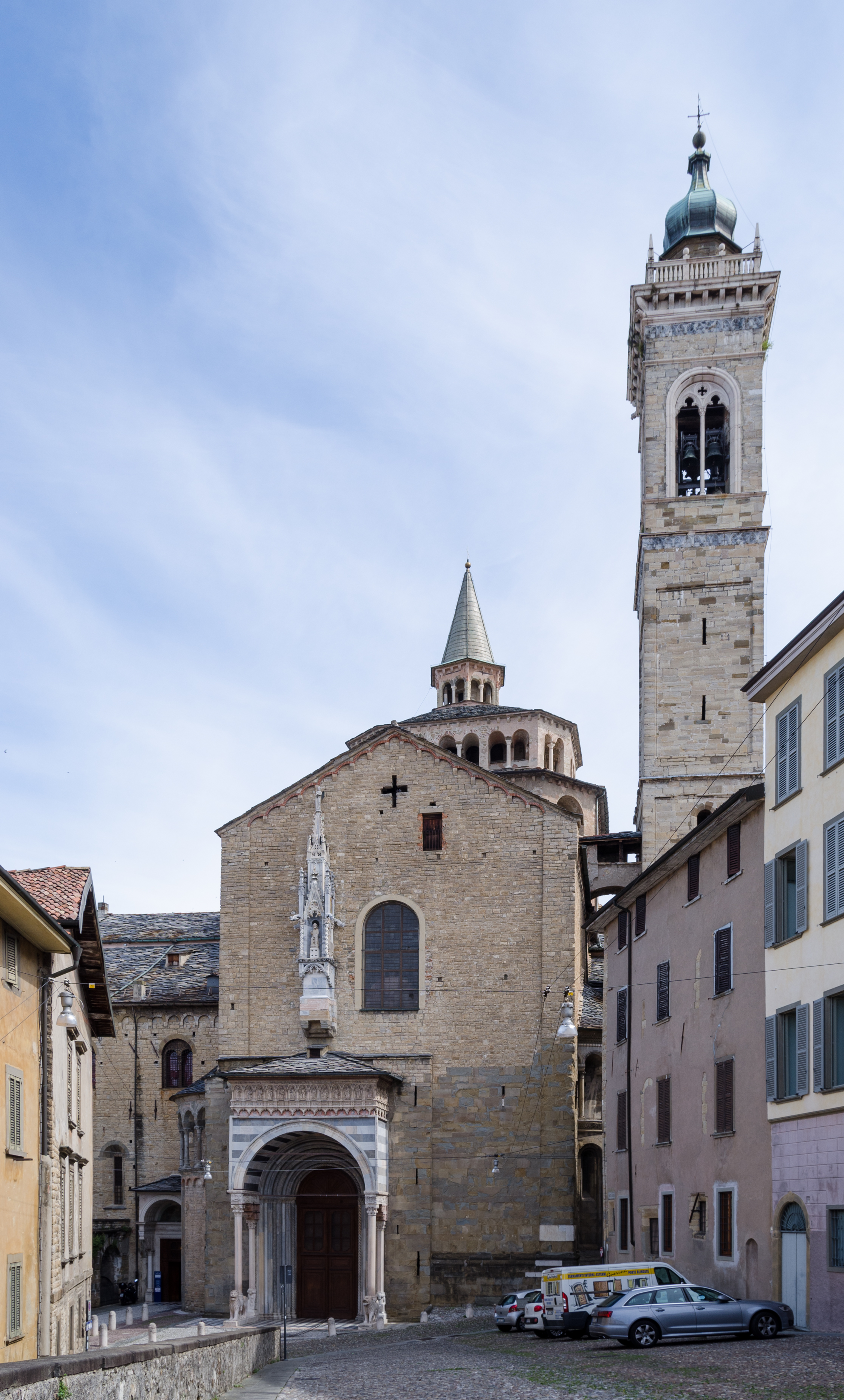
Södra tvärskeppet med Porta dei Leoni bianchi (Vita lejonens port).
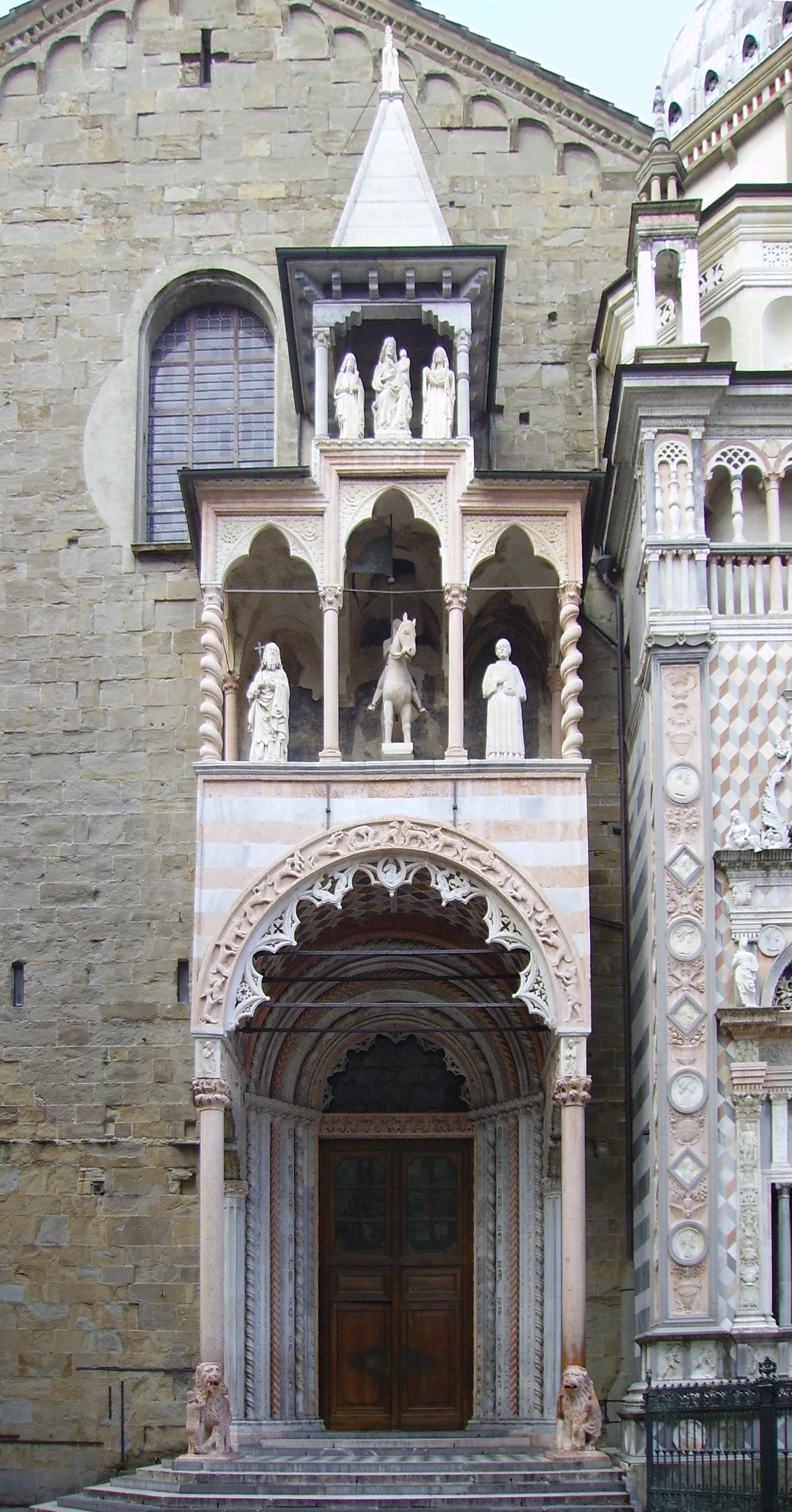
Porta dei Leoni rossi (Röda lejonens port) vid norra tvärskeppet mot Piazza Duomo. Uppfördes av Giovanni da Campione(it) 1353.
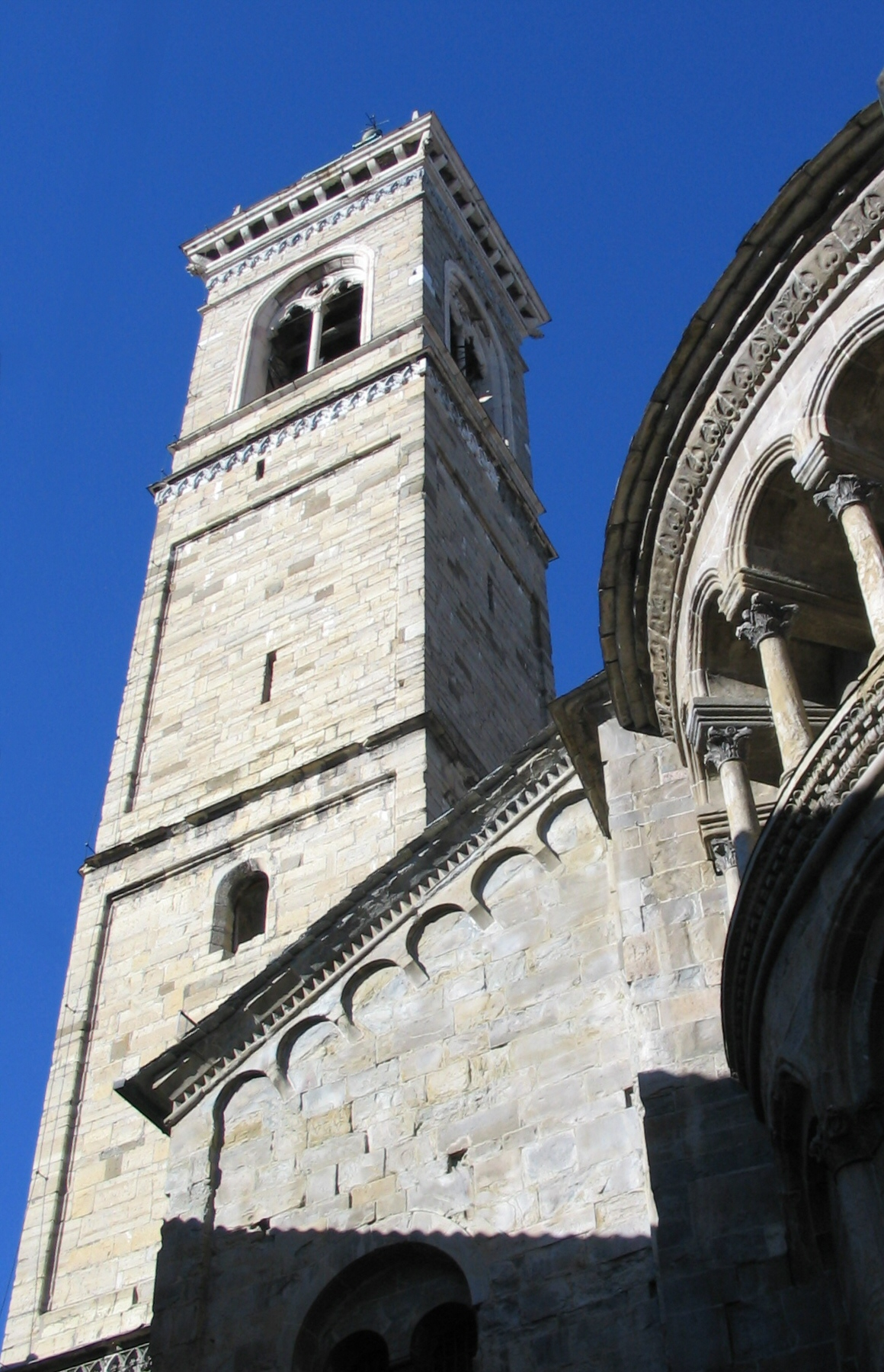
Klocktornet.
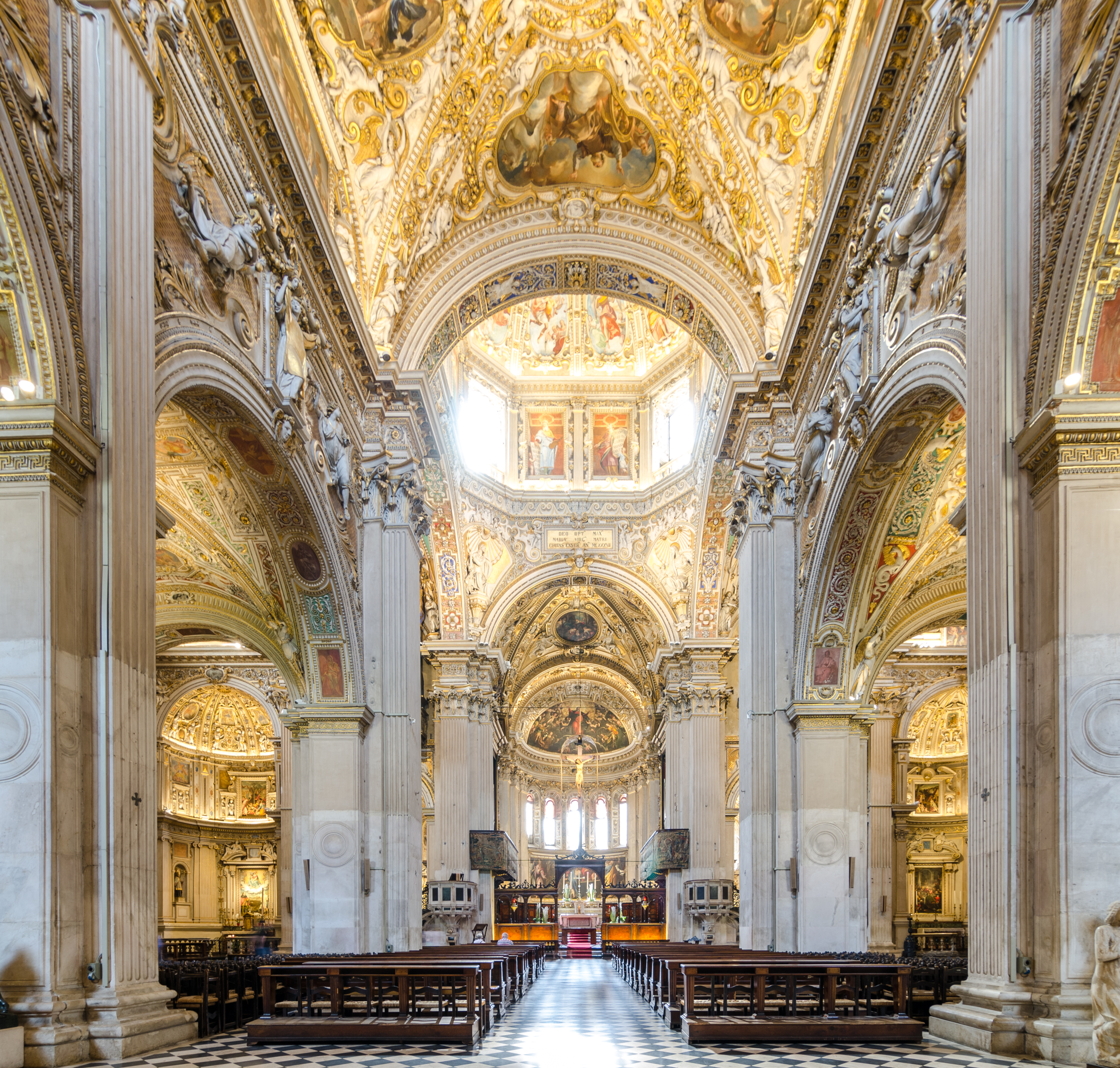
Interiör från mittskeppet mot altaret.
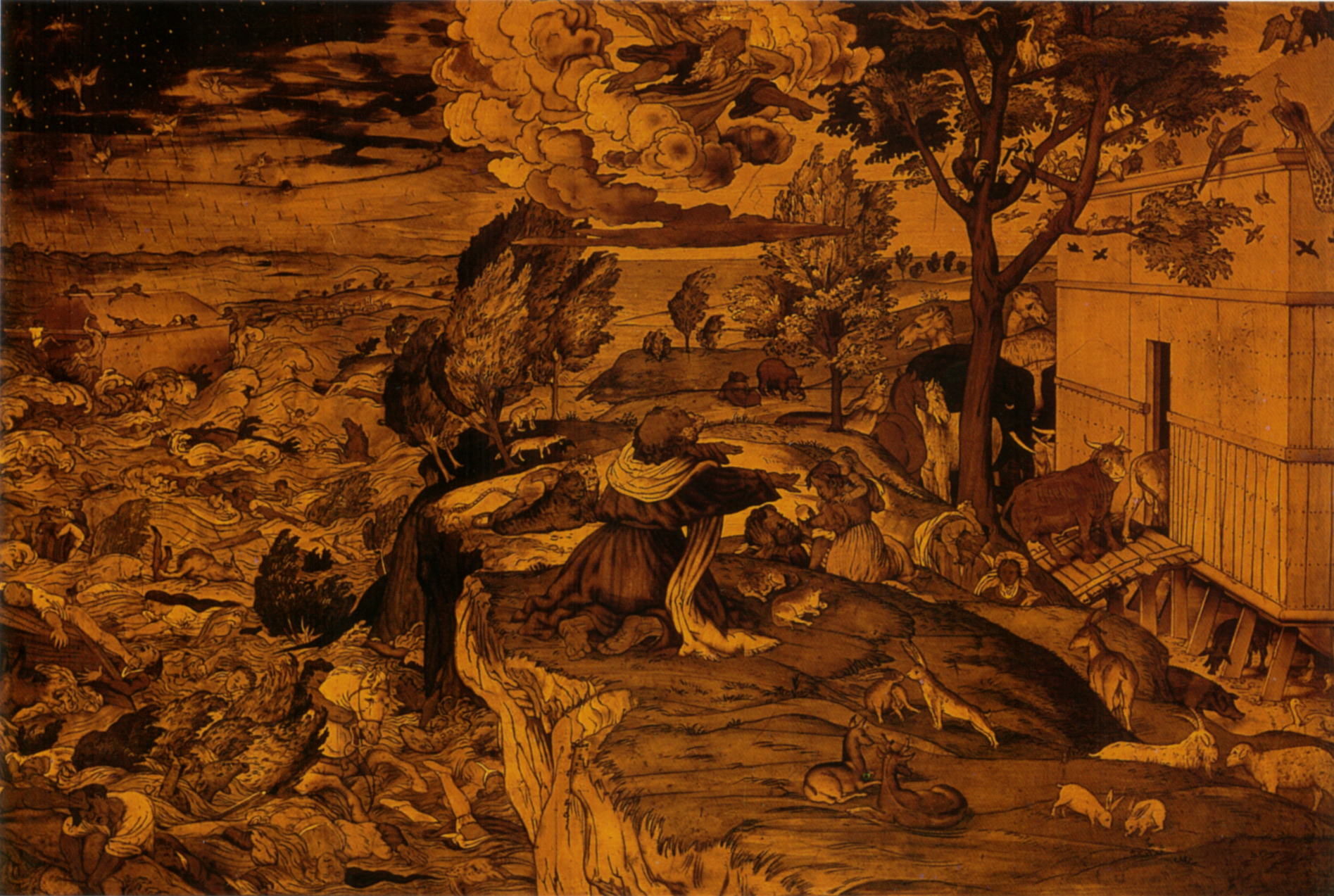
Noaks ark, intarsia som formgetts av Lorenzo Lotto och utförts av Giovan Francesco Capoferri(en) 1525.
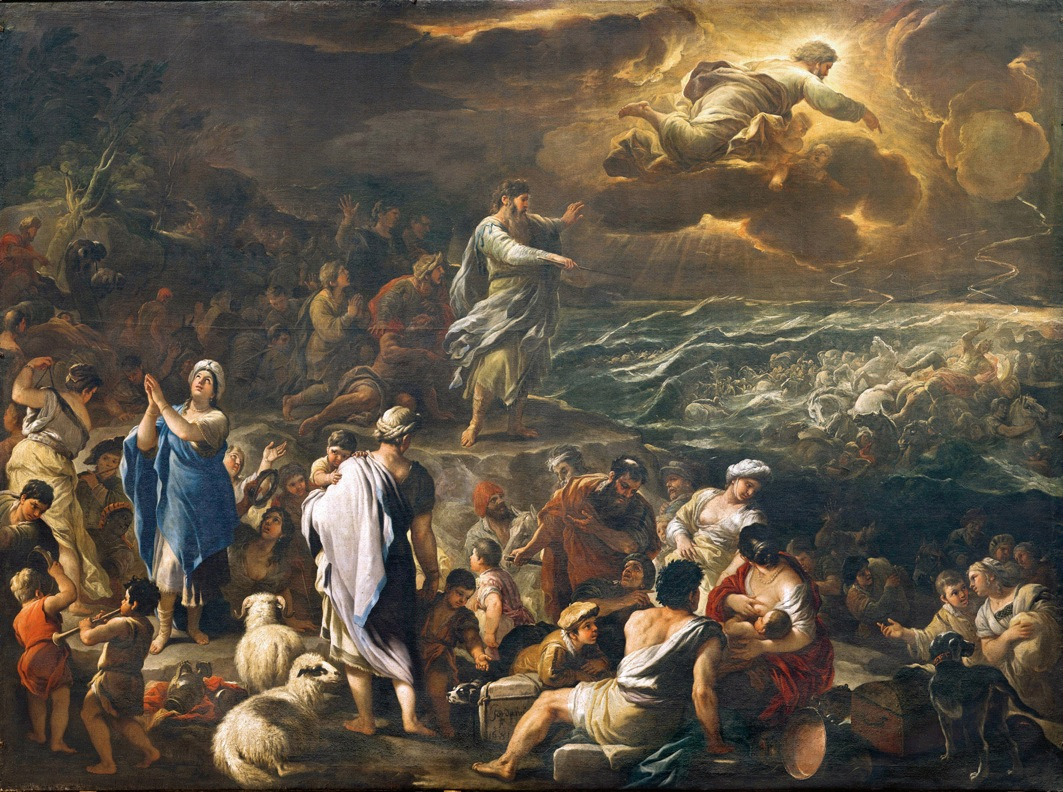
Luca Giordano, Röda havets delning (1681).
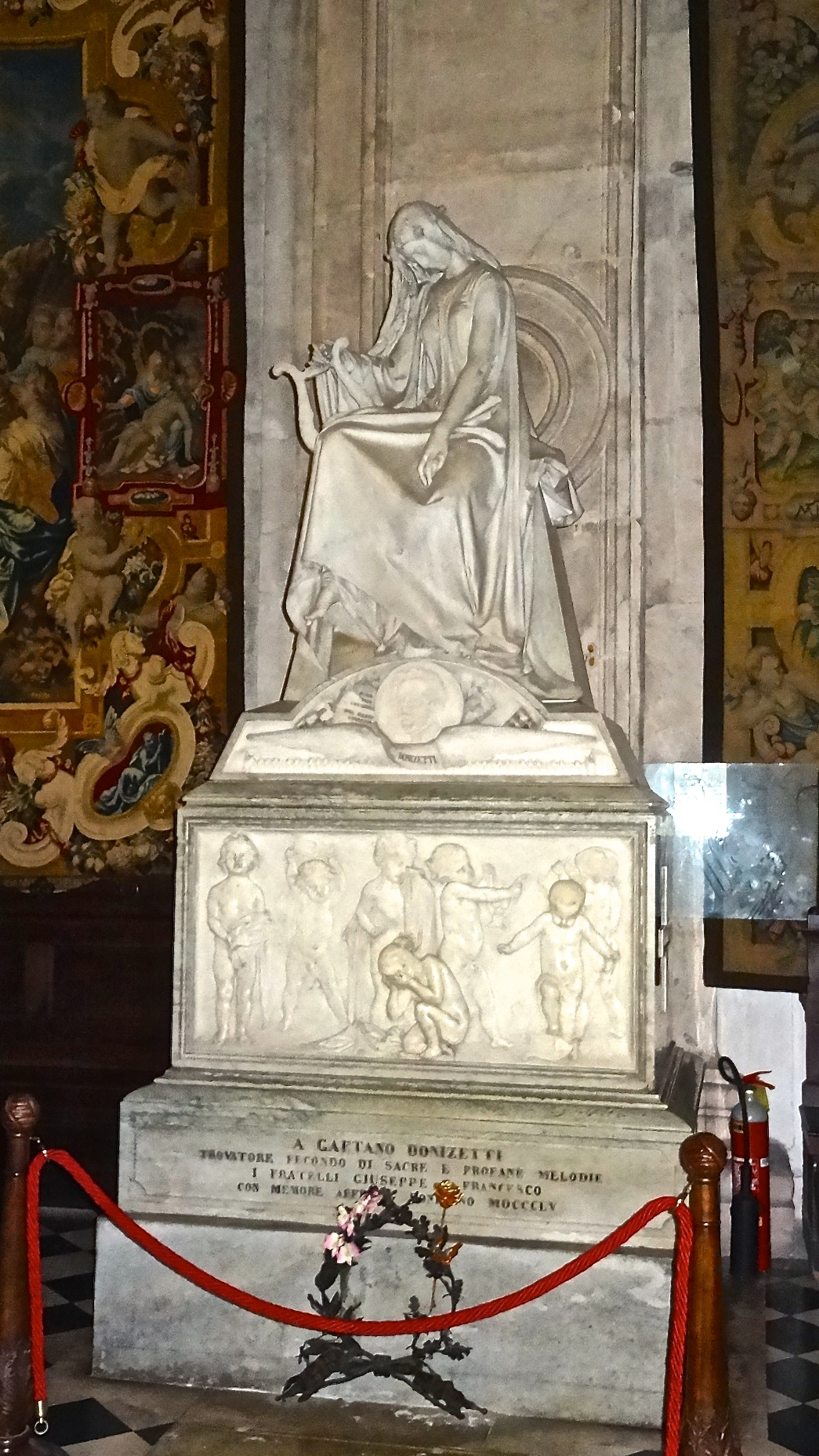
Tonsättaren Gaetano Donizettis gravmonument.
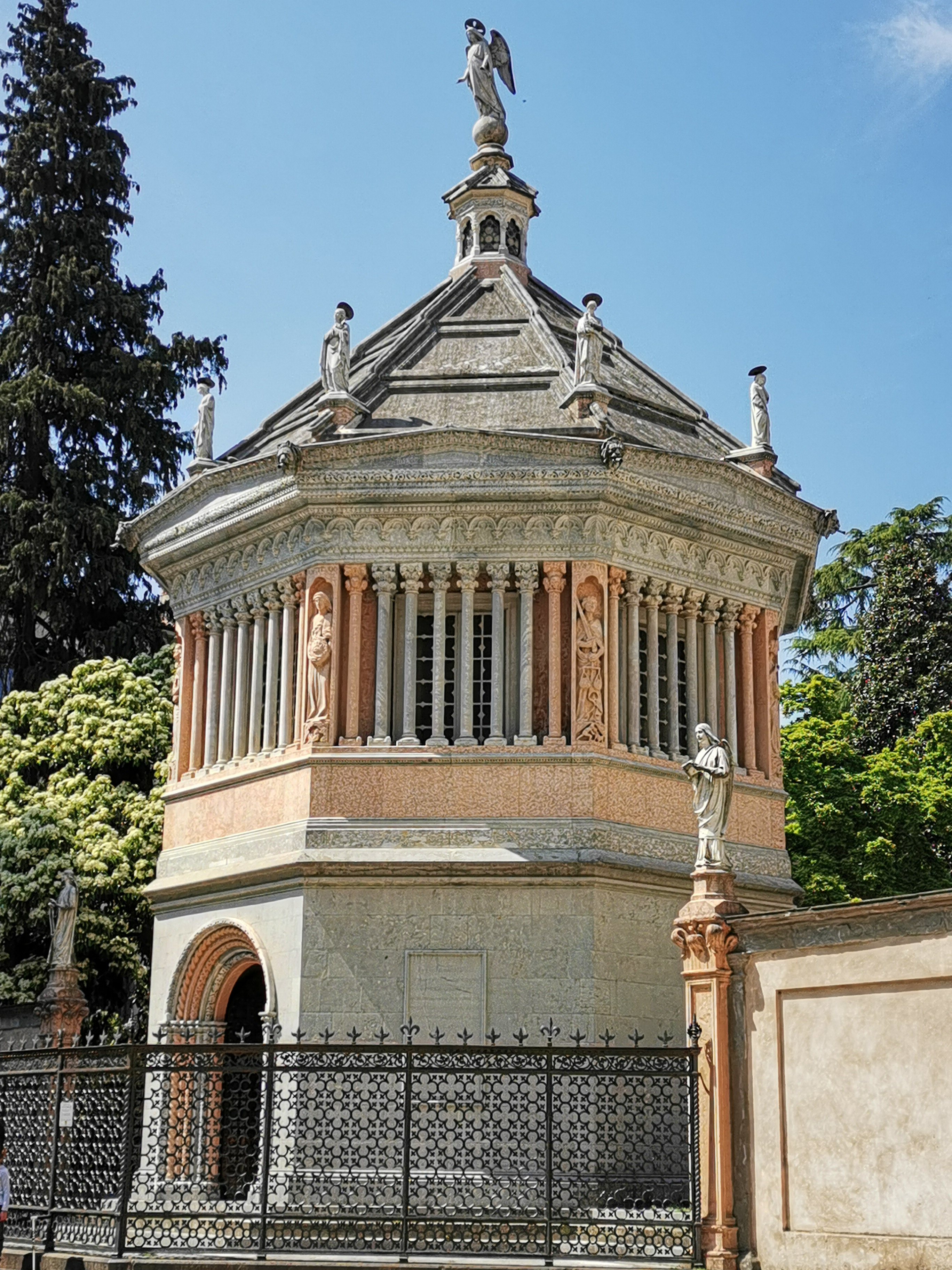
Det åttkantiga baptisteret byggdes 1340.